# カゴメ・野菜生活100
「野菜生活100」（やさいせいかつ100）とは、カゴメが発売している野菜・果実ミックスジュースのブランド名である。

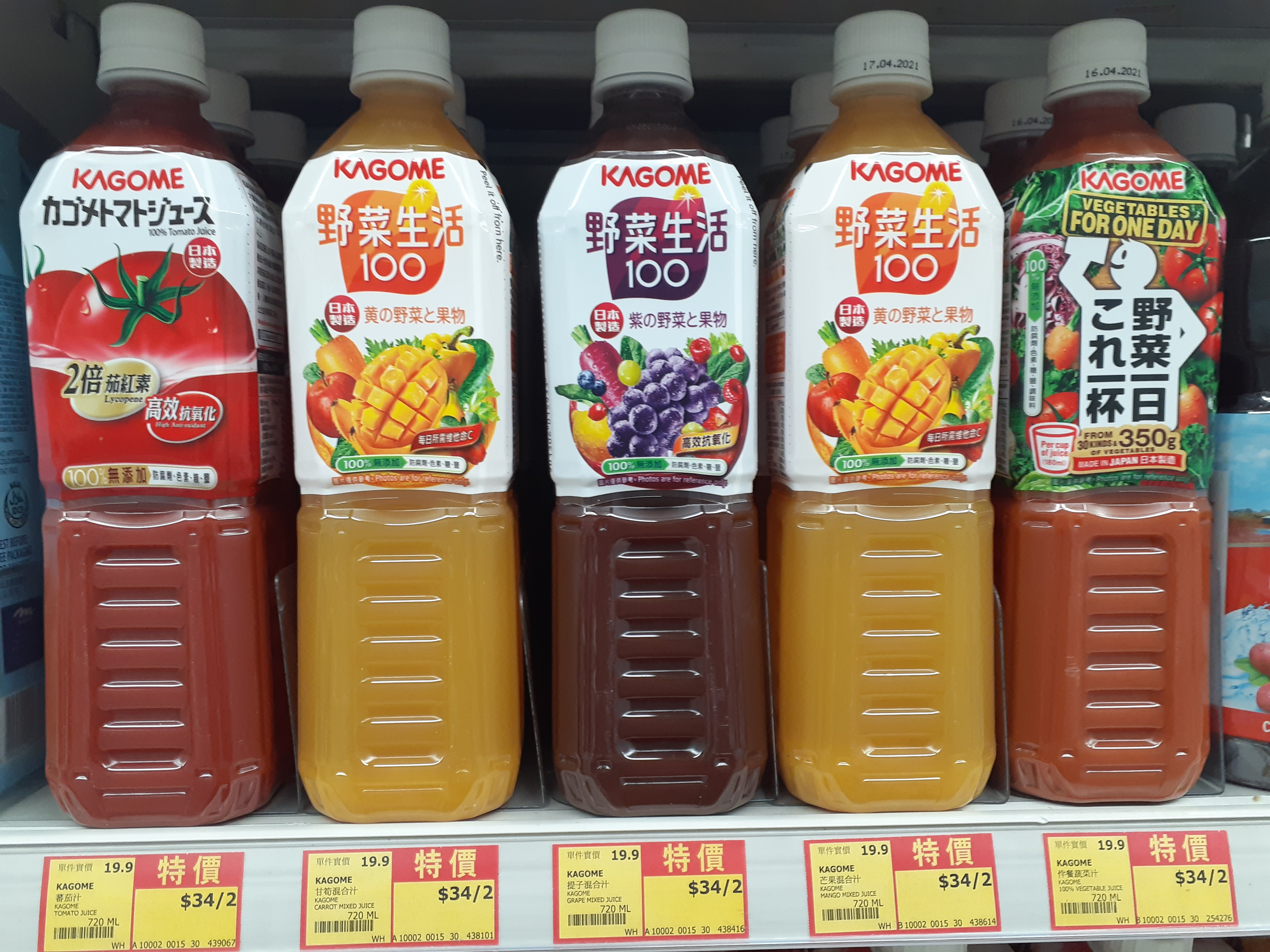
カゴメのジュース（2020年）

## 概要
本品の発売以前にも他社から野菜ジュースが販売されていたが、野菜といえば料理に使うものというイメージが強く、一般消費者にはあまり受け入れられていなかった。そこで野菜を手軽に補うをコンセプトにして開発され、果物等を加えて飲みやすくし、野菜嫌いでも違和感なく飲めるように配慮している。類似商品として伊藤園の「充実野菜」が存在するが、「野菜生活100」は発売から売り上げを伸ばし、野菜果実ミックスジュースの市場を大きく拡大するきっかけとなった。
ラインナップは2023年10月時点で計24種類（地域限定発売2種類を含む）ある。通常製品4種類のほかに、季節限定品5種類、発酵クレンズ にんじん&オレンジ、Refresh 朝採りレモン&ライム、濃厚果実 信州ナガノパープルミックス、Smoothie5種類（季節限定品1種類を含む）、1食分の野菜ジュレ2種類、土産専門店限定品2種類、国産100%やさいとりんご、すくすくサラダ2種類で砂糖、食塩、甘味料、保存料（「Smoothie」は増粘剤を含む）は不使用としている。
また、2010年6月より日本各地で採れた野菜や果物のおいしさを全国に届ける"地産全消"の一環として、200ml紙パック（2017年より195mlに減容）の季節限定品を発売しており、「沖縄シークヮーサーミックス（沖縄県）」を皮切りに、「追熟ラ・フランスミックス（山形県）」、「熊本デコポンミックス（熊本県）」、「信州白桃ミックス（長野県）」、「瀬戸内レモンミックス（広島県）」、「ナイアガラミックス（長野県）」、「とちおとめミックス～ヨーグルト風味～（栃木県）」、「佐藤錦ミックス（山形県）」、「瀬戸内柑橘ミックス（広島県・愛媛県）」、「北海道ベリーミックス（北海道）」、「かぼすミックス（大分県）」、「高知ゆず土佐文旦ミックス（高知県）」、「紀州うめミックス（和歌山県）」、「巨峰ミックス（長野県）」、「青森りんごミックス（青森県）」、「直七（スダチ）ミックス（高知県）」、「愛媛キウイミックス（愛媛県）」、「北海道メロンミックス（北海道）」、「早摘みセミノールミックス」、「愛知いちじくミックス ヨーグルト風味（愛知県）」、「沖縄パインミックス（沖縄県）」、「庄内柿ミックス（山形県）」、「有田みかんミックス（和歌山県）」、「鹿児島タンカンミックス（鹿児島県）」、「山梨プラムミックス（山梨県）」、「日向夏ミックス（宮崎県）」、「あまおうミックス（福岡県）」、「大分日田梨ミックス（大分県）」、「湘南ゴールドミックス（神奈川県）」、「高知和柑橘ミックス（高知県）」、「デラウェアミックス（山形県）」、「岩手ブルーベリーミックス（岩手県）とこれまでに33種類が登場している。季節限定品の一部は一旦販売を終了した後でも、リニューアルを行って期間限定で再発売されることもある。

## 沿革
- 1995年 - 発売開始（当初は250g缶のみ）。
- 1996年 - リニューアルし、サイズラインナップが190g缶、200ml紙パック、930gPETとなる。
- 1999年 - トマトをベースにした「きれいに赤野菜」を追加。
- 2003年
  - 2月 - リニューアル。「野菜生活100」はニンジンの繊維質を増やし食物繊維をアップ。「きれいに赤野菜」は使用するトマトを当社がジュース専用に開発した「凛々子（リリコ）」に変更し、リコピン含有量をアップ。
  - 3月 - 新野菜「プチヴェール」を含む10種類の緑系野菜と3種類の果物をミックスした「緑王」を追加発売（当初は930gPETのみ）。
- 2004年
  - 2月 - 9種類の野菜と4種類のフルーツに加え、乳酸菌（はっ酵乳）を加えた野菜果実乳性飲料「野菜生活Soft ほんのりピーチ」を発売。
  - 3月 - 「緑王」に200ml紙パックを追加。
  - 8月 - 「野菜生活Soft」に新フレーバー「すっきりバナナ」を追加（200ml紙パックのみ、翌月には930mlPETを追加）。「ほんのりピーチ」には200ml紙パックを追加。
- 2005年
  - 2月 - 全アイテムをリニューアル。「きれいに赤野菜」はリコピン含有量をアップ、アセロラとザクロを新たに使用し商品名を「きれいに赤」に変更。「緑王」は野菜配合量を増量。「野菜生活100」と「のむゼリー」は使用野菜を15種類にアップ。同時に「野菜生活Soft」には新フレーバー「さわやかブルーベリー」を追加。
  - 3月 - 牛乳と混ぜて飲む希釈タイプ「牛乳にまぜて飲む野菜」を発売。
  - 5月 - 「野菜生活Soft」にトロピカルフルーツ3種を使用した夏季限定フレーバー「トロピカルフルーツ」を発売。
  - 8月 - 「野菜生活Soft」の「すっきりバナナ」に替わり、マスカットをベースにした「ふんわりマスカット」を追加。
- 2006年
  - 2月 - 「野菜生活Soft」に「すっきりパイン」を追加。ラインナップを整理し、「ふんわりマスカット」と「ほんのりピーチ」は200ml紙パックのみ、「さわやかブルーベリー」は930gPETに集約。また、紫にんじんなど、アントシアニンを含む紫系の素材を使用した「紫の野菜」を追加発売。
  - 7月 - 通常アイテム4品をリニューアル。「野菜生活100」は使用野菜を21種類に増やし「オリジナル」のサブネームが付く。「きれいに赤」は「赤の野菜」に商品名を変更、「緑王」は使用野菜を21種類に増やし「緑の野菜」に商品名を変更。
  - 9月 - 「のむゼリー」をリニューアル発売。
- 2007年
  - 2月 - 「オリジナル」と「紫の野菜」に280gPETを追加。「紫の野菜」が「第13回リビング新聞 助かりました大賞」の食品部門・金賞を受賞。
  - 3月 - 黄にんじんなど18種類の野菜を使用し、マンゴー味に仕上げた「黄の野菜」を追加発売。同時に「紫の野菜」に1000mlホームパックを追加。「赤の野菜」1000mlホームパックは一時販売休止。
  - 5月 - 「黄の野菜」の販売量が計画を大幅に上回り、原材料の黄にんじんが不足になった為、930gPETの販売を一時休止。
  - 7月 - 「紫の野菜」に飲みきりサイズの100ml紙パックを追加。
  - 9月 - 黄にんじんが収穫期を迎え、安定生産できる環境が整ったため、「黄の野菜」930gPETの販売を再開。同時期に「赤の野菜」をリニューアル。使用野菜・果物の種類を増やし、ベリーミックス味に変更。改良に伴って販売を一時休止していた1000mlホームパックの販売を再開。
  - 10月 - 「オリジナル」に500ml紙パックを追加。関東・甲信越地区のコンビニエンスストア限定販売（後に販売エリアを拡大）。
  - 11月 - 「黄の野菜」に1000mlホームパックを追加。
- 2008年
  - 2月 - 「黄の野菜」が「第14回リビング新聞 助かりました大賞」の食品部門・金賞を受賞（金賞受賞は前年の「紫の野菜」に続き、2年連続での受賞）。
  - 3月 - 3年ぶりに全面刷新し、ブランドロゴから「みんなに、おいしい。」が無くなる。同時に「緑の野菜」の使用果物を変更し、マスカット&キウイ味に。「黄の野菜」には100ml紙パックを追加。
  - 6月 - ヨーグルトをミックスした「野菜とヨーグルト」2アイテム（マンゴー&パッションフルーツ、カシス&ブルーベリー）を発売。
  - 7月 - アセロラ味に仕上げた朝向け製品「朝のむ野菜」を発売。
  - 8月 - 濃厚タイプの「とろける野菜生活100 マンゴー&バナナ味」を発売。
- 2009年
  - 1月 - ヨーグルトを使用した「野菜とヨーグルト」に新フレーバー「いちご」を追加発売。さらに、独自の「クリアブレンド製法」を採用した「野菜生活100 Refresh!（グレープフルーツ&レモン、青りんご&ライム）」を発売。
  - 2月 - ハーブをブレンドした「Herb in 野菜生活100（ローズヒップ、カモミール&オレンジピール）」を発売。
  - 3月 - 「野菜生活100 Refresh! グレープフルーツ&レモン」に350gペットを追加発売。
  - 6月 - 「黄の野菜」をリニューアル。新たにゴールドキウイとパインアップルを追加。
  - 7月 - 「野菜生活100 Refresh!」に「レモン&パッションフルーツ」を追加発売。
  - 9月 - 「紫の野菜」をリニューアル。新たにカシスとクランベリーを追加したため、アントシアニンの含有量をアップした。
  - 11月 - 「野菜生活100 Refresh!」に「みかん&レモン」を追加発売。
  - 12月 - 従来の「野菜とヨーグルト いちご」の味わいとパッケージデザインをリニューアルし、商品名を「いちごヨーグルトミックス」に変更し発売。
- 2010年
  - 3月
    - 「オリジナル」・「紫の野菜」・「黄の野菜」をリニューアル発売。「オリジナル」は原料や製造工程を工夫して味わいを改良。「紫の野菜」には新たにプルーンを追加。「黄の野菜」はキウイフルーツに替わってカムカムを追加。同時に「SweetTomato（スウィートトマト）」と「30品目の野菜と果実」を発売。この2品の発売に伴い、「赤の野菜」と「緑の野菜」を廃止。
    - 「野菜生活100 Refresh!」の「グレープフルーツ&レモン」と「青りんご&ライム」をリニューアルし、「パイン&オレンジ」を追加発売。

  - 6月 - 季節限定品「沖縄シークヮーサーミックス」を発売。
  - 7月 - 「野菜生活100 Refresh!」に「沖縄シークヮーサー&レモン」と「カシス&オレンジ」の2アイテムを追加。
  - 8月 - 「黄の野菜」は新たに赤ピーマンと紫キャベツを加え、「フルーティーサラダ」に商品名を変更してリニューアル発売。同時に「紫の野菜」もザクロを新たに加えリニューアル。
  - 9月 - 季節限定品「ラ・フランスミックス」を発売。後日、「野菜生活100 Refresh!」に「ゆず&レモン」を追加。
  - 11月 - 「野菜生活100 Refresh!」に期間限定品「カシス&グレープフルーツ」を追加発売。
  - 12月 - 季節限定品「デコポンミックス」を発売。
- 2011年
  - 3月 - 
    - 「Silky Soy」、季節限定品「白桃ミックス」を発売。同時にオリジナル・紫の野菜・フルーティーサラダ・30品目の野菜と果実・スウィートトマトをリニューアル発売。
    - 「野菜生活100 Refresh!」に「すっきり梅&ライム」、「すっきり梅 ジンジャー&ライム」を追加。同時に「カシス&オレンジ」、「グレープフルーツ&レモン」、「青りんご&ライム」のパッケージデザインをリニューアル。

  - 5月 - 季節限定品「沖縄シークヮーサーミックス」をリニューアルの上、再発売。沖縄産のアセロラを追加。
  - 6月 - 「野菜生活100 Refresh!」に期間限定品「沖縄シークヮーサー&アセロラ」を発売。
  - 9月 - 
    - 「野菜生活100 Refresh!」に「トリプルベリー&グレープ」と「シチリアブラッドオレンジ&レモン」を追加発売。
    - 季節限定品「ラ・フランスミックス」をリニューアルの上、再発売。隠し味にショウガをプラス。

  - 12月 - 季節限定品「デコポンミックス」をリニューアルの上、再発売。パッケージ側面に「くまモン」をデザインしたマイナーチェンジ程度である。
- 2012年
  - 2月 - 
    - 「野菜生活100 Refresh!」に「瀬戸内レモン&ホワイトグレープ」を追加発売。併せて、「野菜生活100 Refresh!」の既存フレーバーも改良し、「グレープフルーツ&レモン」は新たにピンクグレープフルーツを追加。「シチリアブラッドオレンジ&レモン」は地中海レモンの使用比率を高め（84%以上→94%以上）、使用する野菜の種類も見直された。
    - 季節限定品「瀬戸内レモンミックス」を発売。
    - なお、「Refresh! 瀬戸内レモン&ホワイトグレープ」・「瀬戸内レモンミックス」の発売に際し、リリース発表当日の2月8日にカゴメと広島県が協働し、広島県の一層の地域の活性化及び県民サービスの向上を図ることを目的に「瀬戸内レモン協定」を締結しており、「瀬戸内レモンミックス」はレモン使用量の95%以上、「Refresh! 瀬戸内レモン&ホワイトグレープ」はレモン使用量の80%以上を広島県産に限定している。

  - 3月
    - 「紫の野菜」をリニューアル発売。ブルーベリーとザクロを増量した。
    - ヨーグルトに野菜・果物を組み合わせた飲むヨーグルト「ヨーグルトサラダ」を発売（沖縄県を除く）。
    - 野菜と果物でできたゼリー飲料「朝ジュレ」を発売。本品は以前発売されていた「のむゼリー」の実質的な後継製品で、内容量は150gに小容量化されている（「のむゼリー」は180g）。

  - 5月 - 季節限定品「沖縄シークヮーサーミックス」をリニューアルの上、再々発売。新たに沖縄県産ゴーヤーをブレンド。
  - 6月 - 「野菜生活100 Refresh!」に季節限定品「沖縄シークヮーサー&タンカン」・「沖縄アセロラ&パインアップル」を発売。
  - 8月 - 「オリジナル」をリニューアル発売。
  - 9月 -
    - 「野菜生活100 Refresh!」に「トリプルベリー&コンコードグレープ」を追加発売。
    - 「30品目の野菜と果実」をリニューアル発売。グレープフルーツを新たに加えた。併せて、トマトをベースにリンゴやアセロラを加えた「太陽のトマトと果実」を発売。なお、「太陽とトマトの果実」発売に伴い、「SweetTomato」を廃止。
    - 季節限定品「ラ・フランスミックス」をリニューアルの上、再々発売。今回はパッケージリニューアルのマイナーチェンジ程度である。同時に、長野県塩尻産の「ナイアガラ」を使用した季節限定品「信州ナイアガラミックス」を発売。

  - 11月 - 季節限定品「デコポンミックス」をリニューアルの上、再々発売。パッケージリニューアル程度のマイナーチェンジだが、パッケージ側面に描かれている「くまモン」デザインが3種類から7種類に増える。
  - 12月 - 季節限定品「とちおとめミックス」を発売。
- 2013年
  - 2月 -
    - 「太陽のトマトと果実」に930gペットボトルを追加発売。
    - 季節限定品「山形さくらんぼミックス」を発売。同時に、前年に発売した季節限定品「瀬戸内レモンミックス」は広島県限定製品としてパッケージリニューアルの上再発売。

  - 3月 - 
    - コップ1杯分（180ml）で1日分のビタミンCが摂れる新ライン「SUKKIRI VITAMIN（すっきりビタミン）」2種類と1食分の野菜（120g）を使用したゼリー飲料「野菜生活100ジュレ」3種類を発売。
    - 「フルーティサラダ」をリニューアル発売。マンゴーを増量し、新たにグァバを加えた。
    - 「30品目の野菜と果実」に1000ml紙パックを追加発売。
    - 季節限定品「瀬戸内柑橘ミックス」を発売。

  - 5月 - 季節限定品「沖縄シークヮーサーミックス」をリニューアルの上、3度目の再発売。新たに沖縄産パッションフルーツを追加した。遅れて同製品の930gペットボトル（ただし、原材料は200ml紙パックと異なる）を追加し、同容量の季節限定品「アジアンライチ&グァバミックス」を発売。
  - 6月 - 季節限定品「北海道ハスカップミックス」を発売。通常品のほかに、「リトルベリーズ」が描かれた「北海道限定パッケージ」も設定される。
  - 8月 - 
    - 「SUKKIRI VITAMIN」をリニューアル発売。特に、「ブラッドオレンジMIX」はトマトを省く代わりにクランベリーを追加した。
    - 季節限定品「かぼすミックス」を発売。本製品は供給数量に限りがあるため、富山県・岐阜県・静岡県以西の西日本限定販売となる。また、本製品より、季節限定品の基本パッケージデザインが変更となった。

  - 9月 -
    - 「フルーティサラダ」に100ml紙パックを追加発売。
    - 季節限定品「ナイアガラミックス」をパッケージリニューアルの上再発売。
    - 期間限定品「ゆず&ジンジャーミックス」を発売。本品は温めても飲める設計となっている（電子レンジで加熱する場合は耐熱容器を用いること）。

  - 10月 - 季節限定品「ラ・フランスミックス」をパッケージリニューアルの上再発売。
  - 11月 - 季節限定品の新作として、高知県産ゆずを使用した「ゆずミックス」を発売。
  - 12月 - 季節限定品「とちおとめミックス」をリニューアルの上再発売。オレンジを隠し味として加えた。なお、本製品の発売に際し、リリース発表当日の12月6日に栃木県と『とちぎの農産物の生産・加工・販売に関する連携協定』を締結した。
- 2014年
  - 2月 - 
    - 季節限定品「白桃ミックス」をリニューアルの上、3年ぶりに再発売。再発売に際し、使用する白桃を長野県産の川中島白桃に変更。
    - 季節限定品「デコポンミックス」をパッケージリニューアルの上、3度目の再発売。

  - 3月 - 
    - 「紫の野菜」の紙パック製品をリニューアル発売。紫にんじんの配合率を上げたことでポリフェノールを20%アップするとともに、野菜の配合率を65%に引き上げた。
    - 季節限定品「瀬戸内柑橘ミックス」をリニューアルの上、再発売。レモンを他の産地に、清見を広島産から愛媛産にそれぞれ切り替えるとともに、広島産の不知火と温州ミカンを加えたことで使用する瀬戸内柑橘を5種類から6種類に増やした。

  - 4月 -
    - 「Green Vitamin（グリーン ビタミン）」と期間限定品「甘夏&レモンミックス」を発売。併せて、既存の930g（900ml）ペットボトル4製品（オリジナル・紫の野菜・フルーティーサラダ・太陽のトマトと果実）を新容量720mlペットボトル「スマートPET」に変更し、野菜の配合率を65%に引き上げてリニューアル。
    - 季節限定品「さくらんぼミックス」をリニューアルの上、再発売。使用するさくらんぼを山形産佐藤錦100%に変更した。

  - 6月 - 
    - 塩分補給ができる期間限定品「ココナッツウォーター&シークヮーサーMix」・「ココナッツウォーター&ブラッドオレンジMix」を発売。
    - 季節限定品「ハスカップミックス」・「シークヮーサーミックス」をリニューアルの上再発売。「ハスカップミックス」は北海道限定製品となる。

  - 7月 -
    - 季節限定品「紀州うめミックス」を発売。
    - 期間限定品として、甘味料・増粘剤不使用設計としたシリーズ初となるスムージータイプのカップ飲料「Smoothie マンゴー&ピーチMix」を東京都・神奈川県・埼玉県・千葉県のコンビニエンスストア限定で発売。

  - 8月 - 
    - 季節限定品「かぼすミックス」をリニューアルの上再発売。販売エリアを全国に拡大した（2013年発売時に発売されていなかった地域は本年が初登場となる）。
    - 120g分の野菜を使用したゼリー飲料「1食分の野菜ジュレ」2種（30品目の野菜と果実・すりおろしリンゴ）を発売。

  - 9月 -
    - 期間限定品「ゆず&ジンジャーミックス」を720mlペットボトル「スマートPET」仕様にリニューアルの上再発売。
    - 季節限定品「巨峰ミックス」を発売。本品より季節限定品の基本パッケージデザインを変更。
    - 期間限定品「すりおろし仕立てりんごミックス」を発売し、同時に「太陽のトマトと果実」・「30品目グリーンサラダ（「30品目の野菜と果実」から改名）」をリニューアル発売。「太陽のトマトと果実」は野菜の配合量を65%に引き上げ、高リコピントマトの使用により、リコピン含有量を増量。「30品目グリーンサラダ」も野菜の配合量を引き上げ、シリーズ内最多量となる70%となった。
    - 紙パック製品「ORGANIC 有機野菜&有機果実使用」、期間限定・コンビニエンスストア限定のカップ飲料「Smoothie ブルーベリーMix」を発売（「Smoothie」は「ブルーベリーMix」から全国発売となる）。

  - 10月 - 季節限定品「青森りんごミックス」を発売。
  - 11月 - 季節限定品「ゆずミックス」に土佐文旦をブレンドし、「土佐文旦&ゆずミックス」に改名してリニューアル発売。
  - 12月 - 季節限定品「とちおとめミックス」にラズベリーをブレンドし、「とちおとめ&ラズベリーミックス」に改名してリニューアル発売。
- 2015年
  - 1月 - 期間限定品「甘夏&レモンミックス」をパッケージリニューアルの上再発売。
  - 2月 - 
    - 季節限定品「白桃ミックス」をリニューアルの上、再発売。使用する長野県産白桃を川中島白桃に加え、あかつきや白鳳など他の銘柄の白桃をミックスした。同時に「デコポンミックス」は九州地区限定製品としてパッケージリニューアルの上再発売。
    - 「オリジナル」・「エナジールーツ（「紫の野菜」から改名）」・「フルーティーサラダ」をリニューアル。全サイズでパッケージデザインを変更したほか、「オリジナル」に設定の190g缶、280gペットボトル及び全製品の200ml紙パック、1000ml紙パックで野菜の配合量を増量した。
    - ベネッセコーポレーションと共同開発した幼児向け製品「幼児用りんご味」を発売。湯冷ましなどで2〜3倍に薄めることで6ヶ月から飲用可能である。

  - 3月 - 
    - 季節限定品「瀬戸内柑橘ミックス」をリニューアルの上再発売。使用する広島県産の柑橘類を不知火からはっさくに差し替えた。
    - 期間限定品「パイン&キウイミックス」を発売。
    - 季節限定品「夏みかんミックス」を中四国地区限定で発売。

  - 4月 -
    - カップ飲料「Smoothie ストロベリー&ラズベリーMix」を発売。
    - 季節限定品「さくらんぼミックス」をリニューアルし、「佐藤錦ミックス」に改名して発売。

  - 5月 - 季節限定品「シークヮーサーミックス」をリニューアル。同時に、北海道限定製品「ハスカップミックス」にアロニアを新たに加え「北海道ベリーミックス」に改名してリニューアル。
  - 6月 -
    - 期間限定品「レモン&ライムジンジャーMix」を発売。
    - 季節限定品「紀州うめミックス」をパッケージリニューアルして再発売。

  - 7月 - 季節限定品「かぼすミックス」を九州・沖縄限定で再発売。
  - 8月 - 季節限定品「直七ミックス」を発売。
  - 9月 - 
    - 「Smoothie なめらかマンゴーMix」を発売（「Smoothie」は本品から容器をキャップ付紙パックに変更し、内容量を330mlに増量した）。
    - 季節限定品「巨峰ミックス」をパッケージリニューアルして再発売。
    - 期間限定品「ゆずとしょうがミックス（「ゆず&ジンジャーミックス」から改名）」・「すりおろし仕立てりんごミックス」をパッケージリニューアルして再発売。

  - 10月 -
    - オリジナル・エナジールーツ・フルーティーサラダに、対角線上に2つの辺を木の葉（リーフ）の形にそぎ落とした新型200ml紙パック「KAGOME LEAF PACK」を設定し、コンビニエンスストア限定で発売。
    - 季節限定品「ラ・フランスミックス」をパッケージリニューアルの上、2年ぶりに再発売。
    - 「Smoothie とろとろブルーベリーMix」を発売

  - 11月 - 季節限定品「土佐文旦&ゆずミックス」をパッケージリニューアルして再発売。
  - 12月 - 季節限定品「青森りんごミックス」をパッケージリニューアルして再発売。
- 2016年
  - 1月 - 季節限定品「デコポンミックス」をパッケージリニューアルして再発売。
  - 2月
    - 季節限定品「白桃ミックス」をパッケージリニューアルして再発売。
    - 「エナジールーツ」と「フルーティーサラダ」の720mlペットボトルをリニューアル。「エナジールーツ」はアサイーを追加して紫にんじんを増量。「フルーティーサラダ」はぶどうを追加して黄にんじんとマンゴーを増量した。
    - 「Smoothie 朝のピタヤ&バナナミックス」と「Smoothie 朝のグリーン&バナナミックス」を発売（「Smoothie」では初の720mlペットボトル製品となる）。

  - 3月
    - 柑橘のピール（皮）とハーブを組み合わせた新ライン「Peel&Herb（レモン・レモングラスミックス、グレープフルーツ・バジルミックス）」を発売。
    - 「新潟限定 ル・レクチェミックス」を新潟県、「山梨限定 白桃ミックス」を山梨県で発売。これらの製品は100ml紙パック6本入りのギフトセットとなっており、販売チャネルは高速道路のサービスエリア、道の駅、駅・空港などの交通売店や土産店限定となる。
    - 期間限定品「甘夏&レモンミックス」のパッケージを一部変更して再々発売し、新たな期間限定品として「トロピカルフルーツミックス」を発売。
    - 季節限定品「瀬戸内柑橘ミックス」をリニューアルの上再々発売。新たに、愛媛県産ポンカンを加えた。

  - 4月
    - 季節限定品「愛媛キウイミックス」を発売。
    - 季節限定品の新作として、「北海道メロンミックス」を北海道限定で、「早摘みセミノールミックス」を東海・北陸地区限定でそれぞれ発売。
    - 「Smoothie なめらかグリーンMix」を発売。

  - 5月 - 季節限定品「佐藤錦ミックス」をリニューアルの上、東北地区限定で再発売。中四国地区限定の季節限定品「夏みかんミックス」をパッケージリニューアルの上再発売。
  - 8月 -
    - 季節限定品「直七ミックス」をパッケージリニューアルの上、中・四国地区限定で再発売。
    - 季節限定品「かぼすミックス」をパッケージリニューアルして再発売。再び全国発売となる。
    - 「Smoothie 豆乳バナナMix」を発売。

  - 9月 -
    - 「栃木限定 スカイベリーミックス」を栃木県、「瀬戸内限定 瀬戸内レモンミックス」を広島県・岡山県・愛媛県・香川県でそれぞれ発売。同年3月発売の「新潟限定 ル・レクチェミックス」や「山梨限定 白桃ミックス」同様、100ml紙バック6本入りのギフトセット形態での発売で、販売チャネルも限定される。
    - 季節限定品の新作として、「愛知いちじくミックス」を発売。
    - 「Smoothie グリーンスムージーMix」を発売（本品は「Smoothie」で初の1000gキャップ付紙パック製品となる）。同日に、期間限定品「すりおろし仕立てりんごミックス」をリニューアルして再発売し、新たな期間限定品となる「コク仕立て温州みかんミックス」を発売。
    - 「Peel&Herb グレープ・シナモンミックス」を発売。

  - 10月 -
    - 季節限定品「青森りんごミックス」をパッケージリニューアルして再発売。
    - 季節限定品「巨峰ミックス」をパッケージリニューアルの上、関東・甲信越地区および静岡県の11都県限定で再発売。

  - 11月 -
    - 「エナジールーツ」・「フルーティーサラダ」の「LEAF PACK」をリニューアル。
    - 季節限定品「土佐文旦&ゆずミックス」をパッケージリニューアルして再発売。
    - 数量限定品「冬の完熟シークヮーサーミックス」を発売。本品は販売チャネルを限定しない「野菜生活100」で初の「LEAF PACK」仕様での発売である。

  - 12月 - 季節限定品「とちおとめミックス～ヨーグルト風味～」を発売。
- 2017年
  - 1月 - 季節限定品「デコポンミックス」をパッケージリニューアルの上、再発売。
  - 2月 -
    - 季節限定品「白桃ミックス」をパッケージリニューアルの上、再々発売。
    - 「Smoothie」に、「パインスムージーMix」と「ベリースムージー豆乳ヨーグルトMix」の2種を追加発売。同時に、既存の「なめらかマンゴーMix」を「マンゴースムージーMix」に、「なめらかグリーンMix」を1000g入りと同じ「グリーンスムージーMix」にそれぞれ改名し、「豆乳バナナMix」と合わせてリニューアルを行う。

  - 3月 - 
    - 季節限定品「瀬戸内柑橘ミックス」をリニューアルの上、再発売。
    - 期間限定品「すっきり仕立てりんごミックス」、「すっきり仕立てパインミックス」を発売。
    - 「Peel&Herb ライム・ミントミックス」を発売。同時に、「Peel&Herb」の他のフレーバーもリニューアル。

  - 4月 -
    - 季節限定品「早摘みセミノールミックス」、「佐藤錦ミックス」をリニューアルの上、再発売。2種類とも販売エリアを全国に拡大したほか、「早摘みセミノールミックス」は「LEAF Pack」仕様となった。
    - 中四国地区限定の季節限定品「夏みかんミックス」をパッケージリニューアルの上再発売。

  - 5月 - 季節限定品「シークヮーサーミックス」をリニューアルの上、再発売。使用するシークヮーサー果汁を「すっきり果汁」と「ほろにが果汁」の2種類を用いる「2段果汁」となった。
  - 6月 - 季節限定品「愛媛キウイミックス」をパッケージリニューアルの上、再発売。
  - 7月 -
    - 季節限定品「かぼすミックス」をパッケージリニューアルの上、再発売。再び九州地区限定発売となる。
    - 季節・数量限定品「沖縄パインミックス」・「北海道メロンミックス」を発売。本品では、内容量は195mlながら、背丈を低くした新型の「LEAF Pack」を採用する。

  - 8月 - 季節限定品「直七ミックス」をパッケージリニューアルの上、再発売。再び全国発売となる。
  - 9月 -
    - 季節限定品「巨峰ミックス」をパッケージリニューアルの上、再発売。再び全国発売となる。
    - 季節限定品「愛知いちじくミックス」をパッケージリニューアルの上、東海・北陸地区限定で再発売。
    - 「Peel&Herb」に「アップル・ジンジャーミックス」と「オレンジ・カモミールミックス」の2種類を発売。

  - 10月 -
    - 季節限定品の新フレーバー「庄内柿ミックス」を東日本の18道都県限定で発売。
    - 季節限定品「青森りんごミックス」をリニューアルの上、再発売。使用する青森県産りんごに「トキ」を加え、4品種のブレンド（りんごのうち、トキ40%、ふじ30%、王林20%、つがる10%配合）となった。
    - 「Smoothie」に「マンゴーピーチスムージーMix」を追加発売。

  - 11月 -
    - 季節限定品「土佐文旦&ゆずミックス」をパッケージリニューアルの上、中国・四国地区限定で再発売、新フレーバー「有田みかんミックス」を発売。
    - 数量限定品「冬の完熟シークヮーサーミックス」をパッケージリニューアルの上、再発売。内容量は据え置きながら、背丈を低くした新型の「LEAF Pack」となる。

  - 12月 - 
    - 季節限定品「ラ・フランスミックス」を「追熟ラ・フランスミックス」に改名・パッケージリニューアルの上、再発売。
- 2018年
  - 1月 -
    - 季節限定品「デコポンミックス」をパッケージリニューアルの上、再発売。
    - 「Smoothie ベリースムージー 豆乳ヨーグルトMix」をリニューアル。

  - 2月 -
    - 季節限定品「白桃ミックス」をパッケージリニューアルの上、再発売。
    - 期間限定品「すっきりパインミックス」を発売。

  - 3月 - 
    - 「Peel&Herb」3種類（オレンジ・カモミールミックス、レモン・レモングラスミックス、ライム・ミントミックス）をリニューアル。
    - 季節限定品「瀬戸内柑橘ミックス」をリニューアルの上、再発売。
    - 「Smoothie」に「カカオアーモンドMix」を追加発売し、同時に「豆乳バナナMix」をリニューアル。
    - 季節・数量限定品「鹿児島タンカンミックス」を発売。「Leaf Pack」仕様での発売となる。

  - 4月 - 中四国地区限定の季節限定品「夏みかんミックス」をパッケージリニューアルの上再発売。
  - 5月
    - 季節限定品「シークヮーサーミックス」をパッケージリニューアルの上、再発売。
    - 「Smoothie」に「レモン&シトラスMix」を追加発売。

  - 6月 - 季節限定品「北海道ベリーミックス」・「愛媛キウイミックス」をパッケージリニューアルの上、再発売。「北海道ベリーミックス」は約3年ぶりの発売となり、今回は販売エリアを東日本に拡大。「愛媛キウイミックス」は西日本限定での発売となった。
  - 7月
    - 季節限定品の新フレーバー「山梨プラムミックス」を関東甲信越地区限定で発売。同時に、「Smoothie パインスムージーMix」を再発売。
    - 季節・数量限定品「北海道メロンミックス」・「沖縄パインミックス」をパッケージリニューアルの上再発売。「鹿児島タンカンミックス」と同じ通常の「Leaf Pack」仕様となる。
    - 「Smoothie マンゴーピーチスムージーMix」を再発売。

  - 8月 - 季節限定品の新フレーバー「日向夏ミックス」を発売。
  - 9月
    - 季節限定品「青森りんごミックス」をリニューアルの上再発売。使用品種をトキとふじの2種類に変更した。本品より、「野菜生活100」のブランドロゴが変更される。
    - 「オリジナル」をリニューアルすると同時に、「エナジールーツ」は「ベリーサラダ」に、「フルーティーサラダ」は「マンゴーサラダ」にそれぞれ改名してリニューアル。なお、「ベリーサラダ」は中身も変更され、野菜はなすを省く代わりにブロッコリー、プチヴェール、たまねぎを加えて20種類に、果実はざくろ、カシス、プルーン（720mlペットボトルはプルーンに替わりプルーンエキスとアサイーエキス）を省き、6種類となった（200ml紙パック・720mlペット・1000ml紙パック及び「オリジナル」の190g缶のみ、「リーフパック」は「青森りんごミックス」と同時に先行リニューアル）。
    - 「Peal&Heab」の「アップル・ジンジャーミックス」をリニューアルの上再発売。同時に「レモン・レモングラスミックス」、「オレンジ・カモミールミックス」を新ブランドロゴに変更するパッケージリニューアルが行われる。
    - 期間限定品「まろやか温州みかんミックス」を発売。
    - 「Smoothie」に「レモン甘酒Mix」を追加発売。併せて、「豆乳バナナMix」は野菜をなすに替わってさつまいもとたまねぎを加えて15種類に、「グリーンスムージーMix」は野菜をなすに替わってたまねぎを加え、果実にオレンジに替わってぶどうとバナナを加えて5種類に、「ベリースムージー 豆乳ヨーグルトMix」は野菜をなすに替わってたまねぎを加え、ヨーグルト（殺菌）を加えたことで「Wベリー&ヨーグルトMix」に改名、「マンゴーピーチスムージーMix」は野菜をなすに替わってたまねぎを加え、「マンゴーピーチMix」に改名し、それぞれリニューアルされた。

  - 10月 -
    - 「オリジナル」・「ベリーサラダ」・「マンゴーサラダ」の100ml紙パックをリニューアル。
    - 季節限定品「愛知いちじくミックス」にヨーグルト（殺菌）を加え、「愛知いちじくミックス ヨーグルト風味」に改名・リニューアル。再び全国発売となる。
    - 「Smoothie」に「とうもろこしのソイポタージュ」、「かぼちゃとにんじんのソイポタージュ」を関東地区限定で発売。

  - 11月 -
    - 「Smoothie」に「オレンジざくろ&ヨーグルトMix」を発売。
    - 季節限定品「有田みかんミックス」をパッケージリニューアルの上、再発売。

  - 12月 -
    - 季節・数量限定品「あまおうミックス」を発売。「Leaf Pack」仕様となる。
    - 季節限定品「追熟ラ・フランスミックス」をパッケージリニューアルの上、再発売。
- 2019年
  - 1月 - 季節限定品「デコポンミックス」をパッケージリニューアルの上、再発売。
  - 2月 -
    - 以前発売されていた季節限定品「瀬戸内レモンミックス」を「Leaf Pack」仕様にリニューアルの上、数量限定で再発売。
    - 季節限定品「白桃ミックス」を「長野白桃ミックス」に改名し、パッケージリニューアルの上、再発売。
    - 「Peel&Herb ピーチ・ローズヒップミックス」を発売し、「オリジナル」・「マンゴーサラダ」をリニューアル。「オリジナル」はなすが省かれたことで野菜が20種類に変更。「マンゴーサラダ」はプチヴェール、紫いも、ブロッコリーが追加される一方、なす、あしたば、グァバ、カムカム、パインアップル及びぶどう（720mlペットボトルのみ）が省かれたことで野菜が20種類・果実が6種類となった（200ml紙パック・720mlペット・1000ml紙パック及び「オリジナル」の190g缶のみ、「リーフパック」は「長野白桃ミックス」と同時に先行リニューアル）。

  - 3月
    - 「Smoothie」に「アーモンドミルク&いちごマキベリーMix」及び関東・近畿地区限定でキャップ付パウチタイプの「グリーンスムージーMixジュレ」と「ピーチベリーMixジュレ」をそれぞれ追加発売し、「Wベリー&ヨーグルトMix」はアサイーエキスを加え「Wベリー&ヨーグルトMix（アサイー入り）」に改名してリニューアル。同時に「オリジナル」と「マンゴーサラダ」の100ml紙パックをリニューアルし、100ml紙パックの3個パックを追加発売。
    - 季節限定品「瀬戸内柑橘ミックス」をパッケージリニューアルの上、再発売。同時に「Smoothie とうもろこしのソイポタージュ」、「Smoothie かぼちゃとにんじんのソイポタージュ」もリニューアルし、販売エリアを全国に拡大。
    - 新フレーバー「アップルサラダ」と季節限定品「さわやか柑橘みかんミックス」を発売。

  - 4月 - 季節限定品「愛媛キウイミックス」をパッケージリニューアルし再発売。販売エリアが全国に拡大された。
  - 5月 - 「Smoothie」に「甘夏スムージーMix」を追加発売し、同時に「豆乳バナナMix」をリニューアル（使用する豆乳を調整豆乳に変更。1000g紙パックは1週間遅れでリニューアル）。
  - 6月
    - 期間限定品「すっきりパインミックス」を発売。
    - 季節限定品「シークヮーサーミックス」を約5年ぶりに「沖縄シークヮーサーミックス」に戻しリニューアルの上再発売。
    - 季節限定品「山梨プラムミックス」をリニューアルの上、関東甲信越地区限定で再発売。

  - 7月
    - 「Smoothie パインスムージーMix」をリニューアルの上、再発売。
    - 期間限定品「沖縄シークヮーサー&タンカンミックス すっきりミックス」を発売。同時に、季節・数量限定品「北海道メロンミックス」・「沖縄パインミックス」をパッケージリニューアルの上、再発売。
    - 「マンゴーサラダ」をリニューアル。ビタミンEが新たに配合された（200ml紙パック(リーフパックを含む)、720mlペットボトル、1000ml紙パックのみ、100ml紙パックは翌月にリニューアル）。
    - 「Smoothie とうもろこしのソイポタージュ」、「Smoothie かぼちゃとにんじんのソイポタージュ」をリニューアル。
    - 季節限定品「日向夏ミックス」をリニューアルの上、再発売。

  - 8月 - 「Smoothie」に季節限定品「巨峰マキベリーMix」を発売。
  - 9月
    - 「Peel&Herb オレンジ・カモミールミックス」をリニューアルの上再発売し、「Peel&Herb レモン・レモングラスミックス」をリニューアル。同時に季節限定品の新作「日田梨ミックス」を発売。
    - 期間限定品「まろやか温州みかんミックス」をリニューアルの上再発売。
    - 「Smoothie」に「きなこ&ナッツミルクMix」を発売し、同時に「豆乳バナナMix」をリニューアル（カルシウムを新たに配合、1000g紙パックは1週間遅れでリニューアル）。

  - 10月
    - 「Smoothie グリーンスムージーMix」の1000gをリニューアル。
    - 季節限定品「青森りんごミックス」をリニューアルの上、再発売。
    - 季節限定品の新作「高知ゆず土佐文旦ミックス」を発売、「Smoothie Wベリー&ヨーグルトMix（アサイー入り）」に1000gを追加発売。

  - 11月
    - 季節限定品「有田みかんミックス」をリニューアルの上、再発売。
    - 「Smoothie」に冬季限定品「芳醇いちごラズベリーMix」を発売。

  - 12月 - 数量限定品「あまおうミックス」をリニューアル。
- 2020年
  - 1月 - 季節限定品「デコポンミックス」をリニューアルの上、再発売。
  - 2月
    - 「オリジナル」・「ベリーサラダ」・「マンゴーサラダ」のホームパック（1000ml紙パック）をリニューアル。
    - 季節限定品「長野白桃ミックス」を「信州白桃ミックス」に改名し、パッケージデザインをリニューアルの上、再発売。同時に「Smoothie」の「グリーンスムージーMix」・「豆乳バナナMix」・「Wベリー&ヨーグルトMix」の各330mlをリニューアル（「豆乳バナナMix」はリン酸カルシウムを不使用化、「Wベリー&ヨーグルトMix」は鉄分がプラスされた）。
    - 「野菜生活Soy+」2種（まろやかプレーン、ベリー・プルーンMix）、期間限定品「さわやかな2種の桃ミックス」を発売。

  - 3月
    - 「Smoothie」の「オレンジざくろ&ヨーグルトMix」をリニューアル（使用する野菜からピーマンが省かれ14種類となり、ビタミンEがプラスされた）、季節限定品「濃厚マンゴーピーチMix」を発売。
    - 季節限定品「瀬戸内柑橘ミックス」をリニューアルの上再発売。同時に、「アップルサラダ」及び「Smoothie」の「グリーンスムージーMix」と「Wベリー&ヨーグルトMix」の各1000g、「とうもろこしのソイポタージュ」、「かぼちゃとにんじんのソイポタージュ」をリニューアル（「アップルサラダ」は乳酸カルシウムをプラス）。
    - 「濃厚果実 北海道メロンミックス」、「国産100%やさいとりんご」を発売。
    - 「アップルサラダ」にホームパック（1000ml紙パック）を追加発売、「新潟限定 ル・レクチェミックス」と「山梨限定 白桃ミックス」をリニューアル（使用する野菜を21種類から14種類に変更）。

  - 4月 - 季節限定品「湘南ゴールドミックス」を関東・甲信越地区及び静岡県限定で発売。
  - 5月 - 季節限定品「沖縄シークヮーサーミックス」をリニューアルの上再発売。
  - 6月 -
    - 期間限定品「すっきりパイン&レモンミックス」を発売、「Smoothie」の「甘夏スムージーMix」を季節限定品としてリニューアルの上再発売。
    - 「濃厚果実 沖縄パインミックス」を発売。
    - 「Smoothie」に夏季限定品「えだまめのソイポタージュ」を発売。
    - 季節限定品「山梨プラムミックス」をリニューアルの上、販売エリアを全国に拡大して発売。「Smoothie」の「豆乳バナナMix」と「Wベリー&ヨーグルトMix（330ml）」をリニューアル。

  - 7月 -
    - 「Smoothie」に季節限定品「パイン&アセロラMix」を発売。
    - 季節限定品「日田梨ミックス」をリニューアルの上再発売。

  - 8月 - 「濃厚果実 北海道ベリーミックス」を発売。「野菜生活Soy+」をリニューアル。
  - 9月 -
    - 「Smoothie」に季節限定品「シャインマスカット&シャルドネMix」を発売。
    - 季節限定品「高知和柑橘ミックス」を発売、期間限定品「まろやか温州みかんミックス」をリニューアルの上再発売。
    - 「Smoothie かぼちゃとにんじんのソイポタージュ」をリニューアル。

  - 10月 -
    - 小型ペットボトル入り「乳酸菌VA+（ビタミンAプラス） まろやかみかんミックス」とブランド初の機能性表示食品となる新シリーズ「Care+（ケアプラス）」2種（ピーチ・アップルmix、アップル・ジンジャーmix）を発売。「Care+」はキャップ付の195ml紙パックとなる。
    - 季節限定品「青森りんごミックス」をリニューアルの上、再発売。

  - 11月 - 「濃厚果実 ラ・フランスミックス」を発売。
  - 12月 - 「Smoothie」に季節限定品「あまおうスムージーMix ラズベリー入り」を発売。
- 2021年
  - 1月 -
    - 季節限定品「デコポンミックス」をリニューアルの上、再発売。
    - 「濃厚果実 あまおうミックス」を発売。

  - 2月 - 
    - 期間限定品「2種のまろやか桃ミックス」、「Smoothie」の季節限定品「川中島白桃&マンゴーMix」を発売、「野菜生活Soy+」をリニューアル。
    - 季節限定品「信州白桃ミックス」をリニューアルの上、再発売。なお、今回から使用するストローを紙製に変更した24本入（12本入×2ケース）をカゴメホームページ内の専用サイトにて数量限定で発売される[1]。
    - 「野菜生活Soy+」に「オレンジ・マンゴーMix」を発売、「Smoothie」の「グリーンスムージーMix」を「グリーンスムージー ゴールド&キウイMix」（キウイをグリーンとゴールドの2種類に変更）に、「Wベリー&ヨーグルトMix」を「Wベリースムージー ヨーグルトMix」（植物性乳酸菌KB290を追加）にそれぞれ改名しリニューアル。

  - 3月 -
    - 「国産100% やさいとりんご」をリニューアル。
    - 「Smoothie」に「ビタミンスムージー 黄桃&バレンシアオレンジMix」を発売、「豆乳バナナMix」を「完熟バナナ&豆乳Mix」に改名しリニューアル（さつまいもが省かれる）。
    - 季節限定品「濃厚果実 北海道ベリーミックス」をリニューアルの上、再発売。オリジナル（190g缶を除く）・ベリーサラダ・マンゴーサラダ・アップルサラダをリニューアル。
    - 季節限定品「瀬戸内柑橘ミックス」及び「Smoothie」の「グリーンスムージー ゴールド&キウイMix」と「Wベリースムージー ヨーグルトMix」の各1000mlをリニューアルし、再発売。「Smoothie とうもろこしのソイポタージュ」をリニューアル。

  - 4月 -
    - 機能性表示食品「Care+」に「ベリー・ざくろmix」を追加発売、「オリジナル」の190g缶をリニューアル。
    - 「1食分の野菜ジュレ」をリニューアル。
    - 「Smoothie」の季節限定品「愛媛甘夏&レモンmix」を発売。
    - 季節限定品「愛媛キウイミックス」をリニューアルの上、約2年ぶりに再発売。

  - 6月
    - 期間限定品「ジューシーパイン&レモンミックス」を発売。「濃厚果実 沖縄パインミックス」をリニューアルの上、再発売。
    - 季節限定品「沖縄シークヮーサーミックス」をリニューアルの上再発売。

  - 7月
    - 「Smoothie」の季節限定品「ゴールデンパイン&アセロラMix」を発売。
    - 季節限定品「日向夏ミックス」をリニューアルの上、約2年ぶりに再発売。

  - 8月 - 季節限定品「濃厚果実 北海道メロンミックス」をリニューアルの上、再発売。
  - 9月
    - 「Smoothie」の季節限定品「シャインマスカット&アレキサンドリアMix」を発売。
    - 期間限定品「温州みかん&ぽんかんミックス」を発売。
    - 「野菜生活Soy+」に「豆乳バナナMix」を発売。同時に、「まろやかプレーン」を「まろやか豆乳Mix」に、「ベリー・プルーンMix」を「豆乳ベリーMix」にそれぞれ改名しリニューアル（「豆乳ベリーMix」は使用する果実にクランベリーを追加し6種類となる）。季節限定品「日田梨ミックス」をリニューアルの上、再々発売。機能性表示食品「Care+ アップル・ジンジャーMix」を季節限定品として再発売。「マンゴーサラダ」・「乳酸菌VA+ まろやかみかんミックス」をリニューアル（「マンゴーサラダ」は植物性乳酸菌KB290(殺菌)が新たに配合された）
    - 「Oats+（オーツプラス） オーツミルクMix」を関東・甲信越地区及び静岡県限定で発売。

  - 10月
    - 「Smoothie ビタミンスムージー 黄桃&バレンシアオレンジMix」に1000gを追加発売。
    - 季節限定品「つがるりんごミックス」を発売。前年まで発売されていた「青森りんごミックス」で使用する青森県産りんごを早生品種の「つがる」のみとし、製品名を変更したものである。

  - 11月
    - 季節限定品「高知ゆず土佐文旦ミックス」をリニューアルの上、約2年ぶりに再発売。
    - 季節限定品「有田みかんミックス」をリニューアルの上、約2年ぶりに再発売。
    - 季節限定品「濃厚果実 博多あまおうミックス」をリニューアルの上、再発売。
- 2022年
  - 1月 - 季節限定品「デコポンミックス」をリニューアルの上、再発売。
  - 2月 -
    - 機能性表示食品「Care+ 柑橘mix」を発売。同時に、「ピーチ・アップルmix」、「ベリー・ざくろmix」をリニューアル。
    - 期間限定品「白桃&いちごミックス」、「Smoothie」の季節限定品「完熟長野白桃Mix」を発売。
    - 季節限定品「信州白桃ミックス」をリニューアルの上、再発売、「Smoothie グリーンスムージー ゴールド&キウイMix」をリニューアル。
    - 季節限定品「濃厚果実 湘南ゴールドミックス」を発売。

  - 3月 - 
    - 「Smoothie ヨーグルトスムージー マスカット&巨峰Mix」を発売（当初は330mlのみで、翌月に大容量の1000gを追加発売）。
    - 「野菜生活Soy+」に「すっきりソイ&ティー」を発売。同時に、「豆乳ベリーMix」を「芳醇ベリーmix」に、「豆乳バナナMix」を「まろやかバナナmix」にそれぞれ改名してリニューアルし、「野菜生活Oats+」は「香ばしオーツカフェ」に移行のうえ、全国発売。
    - 季節限定品「瀬戸内柑橘ミックス」をリニューアルの上、再発売。

  - 4月 -
    - 「Smoothie」の季節限定品「せとかMix」を発売。季節限定品「濃厚果実 北海道ベリーミックス」をリニューアルの上、再発売。
    - 季節限定品「沖縄シークヮーサーミックス」をリニューアルの上、再発売。

  - 5月 - 期間限定品「ゴールドキウイ&パインミックス」を発売。
  - 6月 -
    - 季節限定品「山梨プラムミックス」をリニューアルの上、約2年ぶりに再発売。
    - 季節限定品「濃厚果実 沖縄パインミックス」をリニューアルの上、再発売。
    - 「シチリアレモンmix」を発売。

  - 7月 -
    - 「Smoothie」の季節限定品「マスクメロンMix」を発売。
    - 季節限定品「デラウェアミックス」を発売。

  - 8月 - 季節限定品「高知和柑橘ミックス」をリニューアルの上、約1年11か月ぶりに再発売。
  - 9月 -
    - 「Smoothie」の季節限定品「シャインマスカット&カベルネMix」を発売。
    - 期間限定品「温州みかん&デコポンミックス」を発売。
    - 季節限定品「濃厚果実 ラ・フランスミックス」をリニューアルの上、約1年10か月ぶりに再発売。
    - 「Smoothie 濃厚バナナスムージー」を発売。

  - 10月 - 季節限定品「つがるりんごミックス」をトキとつがるのブレンドに変更し、製品名を約2年ぶりに「青森りんごミックス」に戻して再発売。
  - 11月 -
    - 「西海岸グレープMix」を発売。
    - 季節限定品「有田みかんミックス」をリニューアルの上、再発売。
    - 「Smoothie」の季節限定品「いちごさん&ワイルドブルーベリーMix」を発売。

  - 12月 - 季節限定品「濃厚果実 博多あまおうミックス」をリニューアルの上、再発売。
- 2023年
  - 1月 - 季節限定品「デコポンミックス」を「熊本デコポンミックス」に改名・リニューアルの上、再発売。
  - 2月 -
    - 期間限定品「完熟白桃&黄桃ミックス」、「Smoothie」の季節限定品「黄金桃&さくらんぼMix」を発売。
    - 季節限定品「信州白桃ミックス」をリニューアルの上、再発売。
    - 「オリジナル」、「ベリーサラダ」、「マンゴーサラダ」、「アップルサラダ」をリニューアル（ホームパックから開始し、翌週には200ml紙パック(リーフパック仕様を含む)と720mlペット、3月には100ml紙パック（3個パックを含む、「アップルサラダ」を除く）、その2週間後には「オリジナル」に設定の190g缶を順次改良）。野菜汁と果汁の比率を6:4から7:3に変更。また、ホームパックは1000mlから900mlに減容された。
    - 「Smoothie」の定番アイテム4種をリニューアル（リニューアル当初は330mlのみ、「濃厚バナナスムージー」を除く3種類に設定されている1000gは4月に改良）。「グリーンスムージー ゴールド&グリーンキウイMix」はプチヴェール（メキャベツ）を追加して「グリーンスムージー」に、「ビタミンスムージー 黄桃&バレンシアオレンジMix」はビタミンB2とビタミンCを増量して「ビタミンスムージー」に、「ヨーグルトスムージー マスカット&巨峰Mix」は鉄分を配合して「ヨーグルトスムージー」にそれぞれ改名され、「濃厚バナナスムージー」は賞味期間を2ヶ月間延長（7ヶ月間→9ヶ月間）してロングライフ化された。
    - 「発酵クレンズ にんじん&オレンジ」を発売。

  - 3月 -
    - 季節限定品「瀬戸内柑橘ミックス」をリニューアルの上で再発売、ブランド初となる牛乳と一緒に飲む希釈用（4倍濃縮）「すくすくサラダ」2種（バナナオレベース・ぶどうオレベース）を発売。
    - 期間限定品「甘夏&レモンミックス」を発売。

  - 4月 - 
    - 「Smoothie」の季節限定品「清見&ブラッドオレンジMix」を発売。
    - 季節限定品「愛媛キウイミックス」をリニューアルの上、約2年ぶりに再発売。
    - 季節限定品「濃厚果実 北海道ベリーミックス」をリニューアルの上、再発売。

  - 5月 - 季節限定品「Refresh 朝採りレモン&ライム」を発売。
  - 6月 -
    - 季節限定品「沖縄シークヮーサーミックス」をリニューアルの上、再発売。
    - 「Smoothie」の季節限定品「貴味メロン&アップルマンゴーMix」を発売。
    - 季節限定品「濃厚果実 沖縄パインミックス」をリニューアルの上、再発売。

  - 7月 - 季節限定品の新作「岩手ブルーベリーミックス」を発売。
  - 8月 -
    - 季節限定品「日田梨ミックス」を「大分日田梨ミックス」に改名してリニューアルの上で、約1年11ヶ月ぶりに再発売、期間限定品「2種のぶどうミックス」を発売。
    - 「Smoothie 濃厚バナナスムージー」を「Smoothie バナナスムージー」に改名してリニューアル。従来配合されていたぶどうと植物性乳酸菌（殺菌）が省かれた。

  - 9月 -
    - 「Smoothie」の季節限定品「シャインマスカット&幸水Mix」を発売。
    - 季節限定品「濃厚果実 信州ナガノパープルミックス」を発売。
    - 季節限定品「青森りんごミックス」をリニューアルの上、再発売。使用品種を2022年のトキとつがるからトキとふじに変更された。

  - 10月 - 期間限定品「温州みかん&デコポンミックス」をリニューアルの上、再発売。

## ラインナップ
原材料名にある「プチヴェール」とは、メキャベツのことである。乳成分を使用している製品は[乳]を明記する（なお、パッケージにも白背景に黒文字で「乳使用」の表記がある）。
野菜生活100 オリジナル
内容量：100ml紙パック/100ml紙パック×3個/200ml紙パック（通常仕様/リーフパック仕様）/900ml紙パック/190g缶/190g×6缶パック/720mlペットボトル
原材料は、20種類の野菜（にんじん(輸入、国産)、小松菜、ケール、ブロッコリー、ピーマン、ほうれん草、アスパラガス、赤じそ、だいこん、はくさい、セロリ、プチヴェール、紫キャベツ、ビート、たまねぎ、レタス、キャベツ、パセリ、クレソン、かぼちゃ）と3種類の果実（りんご、オレンジ、レモン）、その他（クエン酸、香料、ビタミンC）。
100ml紙パックの場合、カロテノイド含有量はα-カロテンが420-3300μg/100ml、β-カロテンが2300-5600μg/100mlである（内容量により含有量は異なる）。
野菜生活100 ベリーサラダ
内容量：100ml紙パック/100ml紙パック×3個/200ml紙パック（通常仕様/リーフパック仕様）/900ml紙パック/720mlペットボトル
原材料は、20種類の野菜（にんじん(輸入、国産)、紫いも、紫キャベツ、赤じそ、はくさい、ブロッコリー、ケール、アスパラガス、プチヴェール、パセリ、セロリ、ほうれん草、レタス、かぼちゃ、クレソン、ビート、赤ピーマン、キャベツ、たまねぎ、だいこん）、6種類の果実（りんご、ぶどう、レモン、ブルーベリー、ラズベリー、クランベリー）、その他（クエン酸、香料、ピロリン酸第二鉄）。
100ml紙パックの場合、カロテノイド含有量はα-カロテンが200-3400μg/100ml、β-カロテンが650-4700μg/100ml、ポリフェノール含有量は40-130mg/100mlである（内容量により含有量は異なる）。
野菜生活100 マンゴーサラダ
内容量：100ml紙パック/100ml紙パック×3個/200ml紙パック（通常仕様/リーフパック仕様）/900ml紙パック/720mlペットボトル
原材料は、20種類の野菜（にんじん(輸入、国産)、ピーマン、かぼちゃ、とうもろこし、たまねぎ、プチヴェール、紫キャベツ、紫いも、だいこん、アスパラガス、ブロッコリー、キャベツ、クレソン、ビート、はくさい、ケール、ほうれん草、パセリ、レタス、セロリ）と6種類の果実（りんご、レモン、マンゴー、パッションフルーツ、バナナ、アセロラ）、その他（ビタミンC、香料、クエン酸、ビタミンB2、ビタミンE、ビタミンB12）。
100ml紙パックの場合、カロテノイド含有量はα-カロテンが8-140μg/100ml、β-カロテンが39-340μg/100mlである（内容量により含有量は異なる）。
野菜生活100 アップルサラダ
内容量：200ml紙パック（通常仕様/リーフパック仕様）/900ml紙パック/720mlペットボトル
原材料は、20種類の野菜（にんじん(輸入、国産)、トマト、赤ピーマン、赤じそ、紫キャベツ、ビート、だいこん、アスパラガス、たまねぎ、ケール、ブロッコリー、ほうれん草、プチヴェール、はくさい、セロリ、パセリ、キャベツ、レタス、かぼちゃ、クレソン）と6種類の果実（りんご、レモン、もも、ぶどう、アセロラ、パインアップル）、その他（乳酸カルシウム、ビタミンC、香料、クエン酸）
200ml紙パックの場合、カロテノイド含有量はα-カロテンが210-3600μg/200ml、β-カロテンが690-5000μg/200mlである（内容量により含有量は異なる）。
野菜生活100 青森りんごミックス
内容量：195ml紙パック　※季節限定
原材料は、20種類の野菜（にんじん(輸入)、ピーマン、小松菜、ケール、ブロッコリー、ほうれん草、アスパラガス、赤じそ、だいこん、はくさい、セロリ、プチヴェール、紫キャベツ、ビート、たまねぎ、レタス、キャベツ、パセリ、クレソン、かぼちゃ）と3種類の果実（ぶどう、レモン、りんご(青森県産100%)）、その他（香料、ビタミンC、クエン酸）
野菜生活100 大分日田梨ミックス
内容量：195ml紙パック　※季節限定
原材料は、21種類の野菜（にんじん、さつまいも、小松菜、ケール、ブロッコリー、ピーマン、ほうれん草、アスパラガス、赤じそ、だいこん、はくさい、セロリ、プチヴェール、紫キャベツ、ビート、たまねぎ、レタス、キャベツ、パセリ、クレソン、かぼちゃ）と3種類の果実（りんご(輸入)、日本なし(大分県産100%)、レモン）、その他（香料、ビタミンC、クエン酸）
野菜生活100 発酵クレンズ にんじん&オレンジ
内容量：330ml紙パック
原材料は、20種類の野菜（にんじん(輸入、国産)、小松菜、ケール、ブロッコリー、ピーマン、ほうれん草、アスパラガス、赤じそ、だいこん、はくさい、セロリ、プチヴェール、紫キャベツ、ビート、たまねぎ、レタス、キャベツ、パセリ、クレソン、かぼちゃ）と4種類の果実（うんしゅうみかん、りんご、オレンジ、レモン）、発酵にんじん汁、発酵オレンジ果汁、食物繊維、その他（香料、ビタミンC、クエン酸）
カロテノイド含有量はβ-カロテンが5200-26000μg/330ml、ポリフェノール含有量は7-170mg/330mlである。
野菜生活100 Refresh 朝採りレモン&ライム
内容量：330ml紙パック ※季節限定
原材料は、14種類の野菜（にんじん(輸入)、ケール、ほうれん草、アスパラガス、クレソン、パセリ、かぼちゃ、レタス、キャベツ、ビート、だいこん、はくさい、たまねぎ、セロリ）と3種類の果実（りんご、レモン、ライム）、その他（クエン酸、香料、ビタミンC）
野菜生活100 濃厚果実 信州ナガノパープルミックス
内容量：195ml紙パック（リーフパック仕様）　※季節限定
原材料は、14種類の野菜（にんじん(輸入)、ケール、ほうれん草、アスパラガス、クレソン、パセリ、かぼちゃ、レタス、キャベツ、ビート、だいこん、はくさい、たまねぎ、セロリ）と4種類の果実（りんご、ぶどう(長野県産ナガノパープル100%、バナナ、レモン）、その他（香料、クエン酸）
ポリフェノール含有量は59-240mg/195mlである。
野菜生活100 温州みかん&デコポンミックス
内容量：720mlペットボトル　※季節限定
原材料は、14種類の野菜（にんじん(輸入)、ケール、ほうれん草、アスパラガス、クレソン、パセリ、かぼちゃ、レタス、キャベツ、ビート、だいこん、はくさい、たまねぎ、セロリ）と4種類の果実（りんご、デコポン(熊本県産100%)、レモン、うんしゅうみかん）、その他（香料、ビタミンC、クエン酸）
野菜生活100 2種のぶどうミックス
内容量：720mlペットボトル　※季節限定
原材料は、14種類の野菜（にんじん(輸入)、ケール、ほうれん草、アスパラガス、クレソン、パセリ、かぼちゃ、レタス、キャベツ、ビート、だいこん、はくさい、たまねぎ、セロリ）と3種類の果実（りんご、ぶどう、レモン）、その他（香料、クエン酸）
野菜生活100 ゴールデンパイン&キウイミックス
内容量：720mlペットボトル　※季節限定
原材料は、14種類の野菜（にんじん(輸入)、ほうれん草、ケール、アスパラガス、クレソン、パセリ、かぼちゃ、レタス、キャベツ、ビート、だいこん、はくさい、たまねぎ、セロリ）と4種類の果実（りんご、レモン、パインアップル、キウイフルーツ）、その他（ビタミンC、クエン酸、香料）
野菜生活100 Smoothie バナナスムージー[乳]
内容量：330ml紙パック
原材料は、14種類の野菜（にんじん(輸入)、ケール、ほうれん草、アスパラガス、クレソン、パセリ、かぼちゃ、レタス、キャベツ、ビート、だいこん、はくさい、たまねぎ、セロリ）と3種類の果実（りんご、バナナ、レモン）、クリーミングパウダー、食物繊維、寒天、その他（pH調整剤、ビタミンC、乳化剤、香料、安定剤(カラギナン）
野菜生活100 Smoothie ビタミンスムージー
内容量：330ml紙パック/1000g紙パック
原材料は、14種類の野菜（にんじん(輸入)、ケール、ほうれん草、アスパラガス、クレソン、パセリ、かぼちゃ、レタス、キャベツ、ビート、だいこん、はくさい、たまねぎ、セロリ）と5種類の果実（りんご、オレンジ、バナナ、もも、レモン）、食物繊維、その他（クエン酸、香料、ビタミンC、ビタミンB2、ビタミンB12）
野菜生活100 Smoothie グリーンスムージー
内容量：330ml紙パック/1000g紙パック
原材料は、17種類の野菜（にんじん(輸入)、ピーマン、プチヴェール、小松菜、ケール、ほうれん草、アスパラガス、クレソン、パセリ、かぼちゃ、レタス、キャベツ、ビート、だいこん、はくさい、たまねぎ、セロリ）と5種類の果実（りんご、ぶどう、キウイフルーツ、バナナ、レモン）、食物繊維、その他（香料、クエン酸、乳酸カルシウム、ビタミンC、ベニバナ黄色素、クチナシ青色素）
野菜生活100 Smoothie ヨーグルトスムージー[乳]
内容量：330ml紙パック/1000g紙パック
原材料は、14種類の野菜（にんじん(輸入)、ケール、ほうれん草、アスパラガス、クレソン、パセリ、かぼちゃ、レタス、キャベツ、ビート、だいこん、はくさい、たまねぎ、セロリ）と4種類の果実（りんご、レモン、ぶどう、ブルーベリー）、はっ酵乳、食物繊維、殺菌発酵豆乳、寒天、その他（安定剤(ペクチン)、香料、ビタミンC、クエン酸、ピロリン酸第二鉄）
野菜生活100 Smoothie シャインマスカット&幸水Mix
内容量：330ml紙パック　※季節限定
原材料は、6種類の果実（りんご(輸入)、マンゴー、レモン、日本なし、バナナ、ぶどう）と14種類の野菜（にんじん、ケール、ほうれん草、アスパラガス、クレソン、パセリ、かぼちゃ、レタス、キャベツ、ビート、だいこん、はくさい、たまねぎ、セロリ）、食物繊維、その他（香料、ビタミンC、クエン酸）
野菜生活100 1食分の野菜ジュレ 30品目の野菜と果実
内容量：180gパウチ
原材料は25種類の野菜（にんじん(アメリカ又はニュージーランド)、チンゲンサイ、あしたば、グリーンピース、ごぼう、なす、小松菜、ケール、ブロッコリー、ピーマン、ほうれん草、アスパラガス、赤じそ、だいこん、はくさい、セロリ、プチヴェール、紫キャベツ、ビート、たまねぎ、レタス、キャベツ、パセリ、クレソン、かぼちゃ）と5種類の果実（りんご、オレンジ、レモン、バナナ、ライム）、寒天、こんにゃく粉、その他（ゲル化剤(増粘多糖類)、香料）
カロテノイド含有量はβ-カロテンが680-3900μg/180gである。
野菜生活100 1食分の野菜ジュレ すりおろしリンゴ
内容量：180gパウチ
原材料は14種類の野菜（にんじん(アメリカ又はニュージーランド又は国産[5%未満])、ケール、ほうれん草、アスパラガス、クレソン、パセリ、かぼちゃ、レタス、キャベツ、ビート、だいこん、はくさい、たまねぎ、セロリ）と3種類の果実（りんご、レモン、パインアップル）、食物繊維、寒天、こんにゃく粉、その他（香料、ゲル化剤(増粘多糖類)）
カロテノイド含有量はβ-カロテンが1000-3500μg/180gである。
野菜生活100 新潟限定ル・レクチェミックス
内容量：100ml紙パック×6本　※新潟県内の土産専門店限定
原材料は、14種類の野菜（にんじん(ニュージーランド又はアメリカ)、ケール、ほうれん草、アスパラガス、クレソン、パセリ、かぼちゃ、レタス、キャベツ、ビート、だいこん、はくさい、たまねぎ、セロリ）と4種類の果実（りんご、パインアップル、西洋なし(新潟産ル・レクチェ100%)、レモン）、その他（香料、ビタミンC、クエン酸）。
野菜生活100 山梨限定白桃ミックス
内容量：100ml紙パック×6本　※山梨県内の土産専門店限定
原材料は、14種類の野菜（にんじん(アメリカ又はニュージーランド)、ケール、ほうれん草、アスパラガス、クレソン、パセリ、かぼちゃ、レタス、キャベツ、ビート、だいこん、はくさい、たまねぎ、セロリ）と4種類の果実（りんご、マンゴー、もも(山梨産日川白鳳100%)、レモン）、その他（香料、ビタミンC、クエン酸）。
野菜生活100 国産100%やさいとりんご
内容量：100ml紙パック×3本
原材料は、4種類の野菜（にんじん(国産)、トマト、ほうれん草、かぼちゃ）とりんご、その他（クエン酸、香料）。
カロテノイド含有量はβ-カロテンが1000-3300μg/100mlである。
野菜生活100 すくすくサラダ バナナオレベース
内容量：255mlペットボトル
原材料は、5種類の野菜（にんじん(輸入)、ほうれん草、ブロッコリー、トマト、かぼちゃ）と4種類の果実（りんご、パインアップル、レモン、バナナ）、食物繊維、その他（香料、クエン酸、ビタミンC）。
カロテノイド含有量はα-カロテンが68-1200μg/25ml、β-カロテンが230-1700μg/25mlである。
野菜生活100 すくすくサラダ ぶどうオレベース
内容量：255mlペットボトル
原材料は、5種類の野菜（にんじん(輸入)、ほうれん草、ビート、ブロッコリー、トマト）と3種類の果実（りんご、レモン、ぶどう）、その他（香料、クエン酸、ピロリン酸第二鉄）。
カロテノイド含有量はα-カロテンが41-690μg/25ml、β-カロテンが130-950μg/25mlである。

## 宅配専用
宅配専用製品はカゴメとの提携を受けた明治（旧・明治乳業）が特約店を通じて販売・宅配される。発売当初は瓶入りだったが、2014年から紙パックに変更している。
明治KAGOME 野菜生活100 1日1本緑黄色野菜
内容量：125ml紙パック
原材料は、22種類の野菜（にんじん、トマト、赤ピーマン、メキャベツ、ブロッコリー、たまねぎ、紫キャベツ、赤じそ、小松菜、キャベツ、なす、アスパラガス、セロリ、はくさい、だいこん、ケール、レタス、クレソン、ほうれん草、パセリ、ビート、かぼちゃ）と8種類の果実（リンゴ、レモン、ぶどう、オレンジ、ライム、マンゴー、パッションフルーツ、バナナ）、その他（香料）。
カロテノイド含量は、β-カロテン：2993-13191μg/125mLである。

## ギフト製品
すこやかファミリーギフト
「野菜生活100」と果汁100%ジュース「100CAN」の詰め合わせ。セットされる「野菜生活100」はゴールドの帯デザインを追加したギフト限定の160g缶となる。KSR-10L/15Lはオリジナル・ベリーサラダ・マンゴーサラダの3種類が、KSR-20L/25L/30L/35L/50Lにはアップルサラダを加えた4種類がそれぞれセットされる。
野菜生活 国産プレミアム
2015年5月発売。国産素材に限定し、高級果実を使用したギフト専用「野菜生活100 国産プレミアム」（白桃ミックス、ラ・フランスミックス、巨峰ミックス、デコポンミックス、メロンミックス、さくらんぼミックス）の詰め合わせ。紙製容器カートカンを採用。
野菜生活ギフト
「野菜生活100」3種類（オリジナル・紫の野菜・黄の野菜）のみの詰め合わせ。4本（オリジナル：2本、紫の野菜・黄の野菜：各1本ずつ）入りのYS-KHのみの設定。
野菜生活Smoothieギフト
2019年5月発売。各地域の果実を使用したギフト専用「野菜生活100 Smoothie」5種（トキスムージーmix・とちおとめスムージーmix・シナノスイートスムージーmix・二十世紀梨スムージーmix・シークヮーサースムージーmix）の詰め合わせ。160g缶×18本入りのYSG-30（現：YSG-30R）のみの設定だったが、2020年にいちじくスムージーmixを追加した6種類となり、ラインナップも28本入りのYSG-50Rが追加された。
野菜飲料バラエティギフト
「野菜生活100」と野菜ジュース「野菜一日これ一本」の200ml紙パックの詰め合わせ。KYJ-20にはオリジナル・ベリーサラダ・マンゴーサラダの3種が、KYJ-30R/50R（2019年5月リニューアル）にはアップルサラダを加えた4種がそれぞれセットされる。

## CMキャラクター

### 現在
- 劇団ひとり（2025年4月1日 - ）

CMでは、AIの「Story」をたくさんの家族と共に歌唱している。

### 過去
- 篠原涼子
- 松井秀喜
- 山崎まさよし
- 塚本高史
- 井上真央
- PUFFY
- ディラン&キャサリン - うふふのぷ（関西テレビ制作）のみで放映。
- 吉永小百合 - 他の当社製品「植物性乳酸菌ラブレ」にも起用されていた。
- 上地雄輔
- 高島彩 - Silky Soy
- 芦田愛菜 - （2011年「忙しい朝に」篇）
- 早見あかり
- クルム伊達公子
- 吉川ひなの
- 佐藤江梨子
- 秋元才加 - AKB48在籍時代に他の当社製品「野菜一日これ一本」に起用されていた。
- 染谷将太 （2011年「お弁当」篇）
- 梶原ひかり（2011年「お弁当」篇）
- 小林麻子 （2011年「ビデオレター」篇）
- もたいまさこ（2012年「妊婦」篇）
- 菊池亜希子（2012年「妊婦」篇）
- 川島潤哉 （2012年「妊婦」篇）
- 二階堂ふみ（2012年「受験生」篇）
- 山﨑賢人
- 黒島結菜 - Peel&Herb
- 上野樹里
- Travis Japan
- 緑黄色社会

## 関連事項
- カゴメ
- 野菜ジュース
- 野菜一日これ一本
- 杉本屋製菓 - 本品を原材料とした「快適野菜ゼリー」を製造・販売している。
- マルハニチロ - 2018年3月より「アクリ ミックスピザ」、「アクリ レンジミックスピザ」のトマトソースに使用されている。